# Arcebispado Militar da Espanha
O Arcebispado Militar da Espanha (em latim: Arzobispado Castrense de España) é um ordinariato militar da Igreja Católica da Espanha. Imediatamente sujeito à Santa Sé, presta assistência pastoral aos católicos romanos que servem as Forças Armadas espanholas e às suas famílias. Foi fundada em 1600 pelo Papa Clemente VIII como Vicariato Militar da Espanha, e restaurada em 1950 pelo Papa Pio XII com o mesmo nome. Em 2022 contava com 239  paróquias que abrange toda a Espanha.

## História
Em 1600 o Papa Clemente VIII funda o Vicariato Militar da Espanha. Em 1933 o vicariato é suprimido, sendo restaurado em 1950 pelo Papa Pio XII. Em 1986 é elevado a Ordinariato Militar sendo chefiada por um Arcebispo.

## Titulares de cargo
A seguir uma lista de prelados do Arcebispado Militar desde 1892. Não se tem muito registro dos prelados anteriores a essa data.
|                                 | Nome                            | Período                         | Notas                                   |
| Ordinários militares da Espanha | Ordinários militares da Espanha | Ordinários militares da Espanha | Ordinários militares da Espanha         |
| ------------------------------- | ------------------------------- | ------------------------------- | --------------------------------------- |
| 4º                              | Juan Antonio Aznárez Cobo       | 2021 - atual                    |                                         |
| 3º                              | Juan del Río Martín             | 2008 - 2021                     | Faleceu no cargo                        |
| 2º                              | Francisco Pérez González        | 2003 - 2007                     | Nomeado arcebispo de Pamplona e Tudela  |
| 1º                              | José Manuel Estepa Llaurens     | 1986 - 2003                     |                                         |
| Vigários militares da Espanha   |                                 |                                 |                                         |
| 4º                              | José Manuel Estepa Llaurens     | 1983 - 1986                     | Nomeado ordinário militar daqui         |
| 3º                              | Emilio Benavent Escuín          | 1977 - 1982                     | Renunciou                               |
| 2º                              | José Ángel López Ortiz, O.S.A.  | 1969 - 197                      |                                         |
| 1º                              | Luis Alonso Muñoyerro           | 1950 - 1968                     | Faleceu no cargo                        |
| Bispos militares da Espanha     |                                 |                                 |                                         |
| 3º                              | Ramón Pérez y Rodríguez         | 1929 - 1930                     | Nomeado patriarca das Índias Ocidentais |
| 2º                              | Francisco Muñoz e Izquierdo     | 1925 - 1930                     | Faleceu no cargo                        |
| 1º                              | Jaime Cardona y Tur             | 1892 - 1923                     | Faleceu no cargo                        |